# جيفري بايرون
جيفري بايرون (بالإنجليزية: Jeffrey Byron) هو كاتب سيناريو وممثل أمريكي، ولد في 28 نوفمبر 1955 في الولايات المتحدة.

## أعمال

### أفلام
- (2009) ستار تريك[3][4][5]

## وصلات خارجية
- جيفري بايرون على موقع IMDb (الإنجليزية)
- جيفري بايرون على موقع ألو سيني (الفرنسية)
- جيفري بايرون على موقع أول موفي (الإنجليزية)
- جيفري بايرون على موقع قاعدة بيانات الأفلام السويدية (السويدية)
- جيفري بايرون على موقع قاعدة بيانات الفيلم (الإنجليزية)
- جيفري بايرون على موقع كينوبويسك (الروسية)